# Orol
Ourol – miasto w Hiszpanii w północno-wschodniej Galicji w prowincji Lugo.